# Arquitectura medo-persa

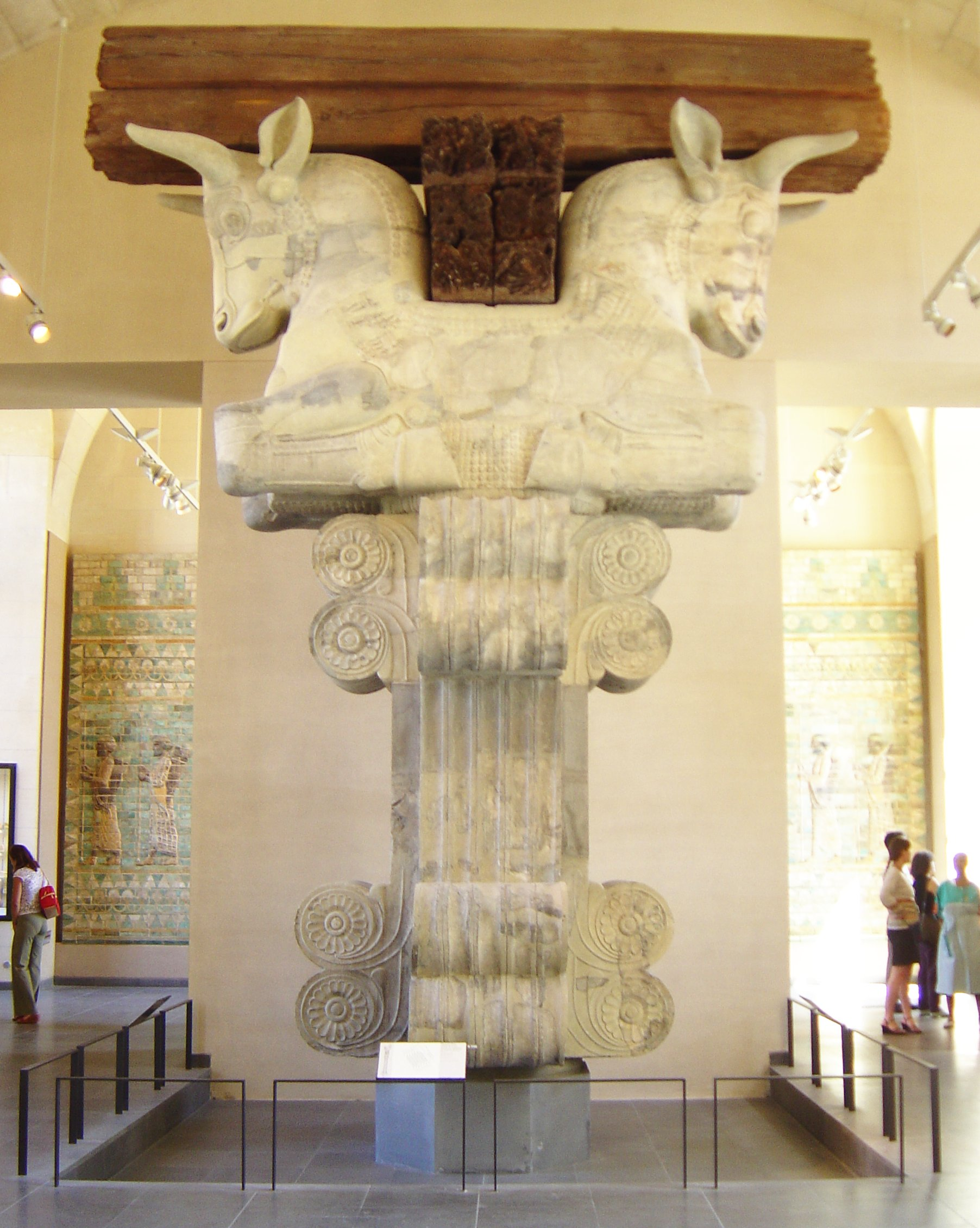
Capitell de doble toro del palau de Darío

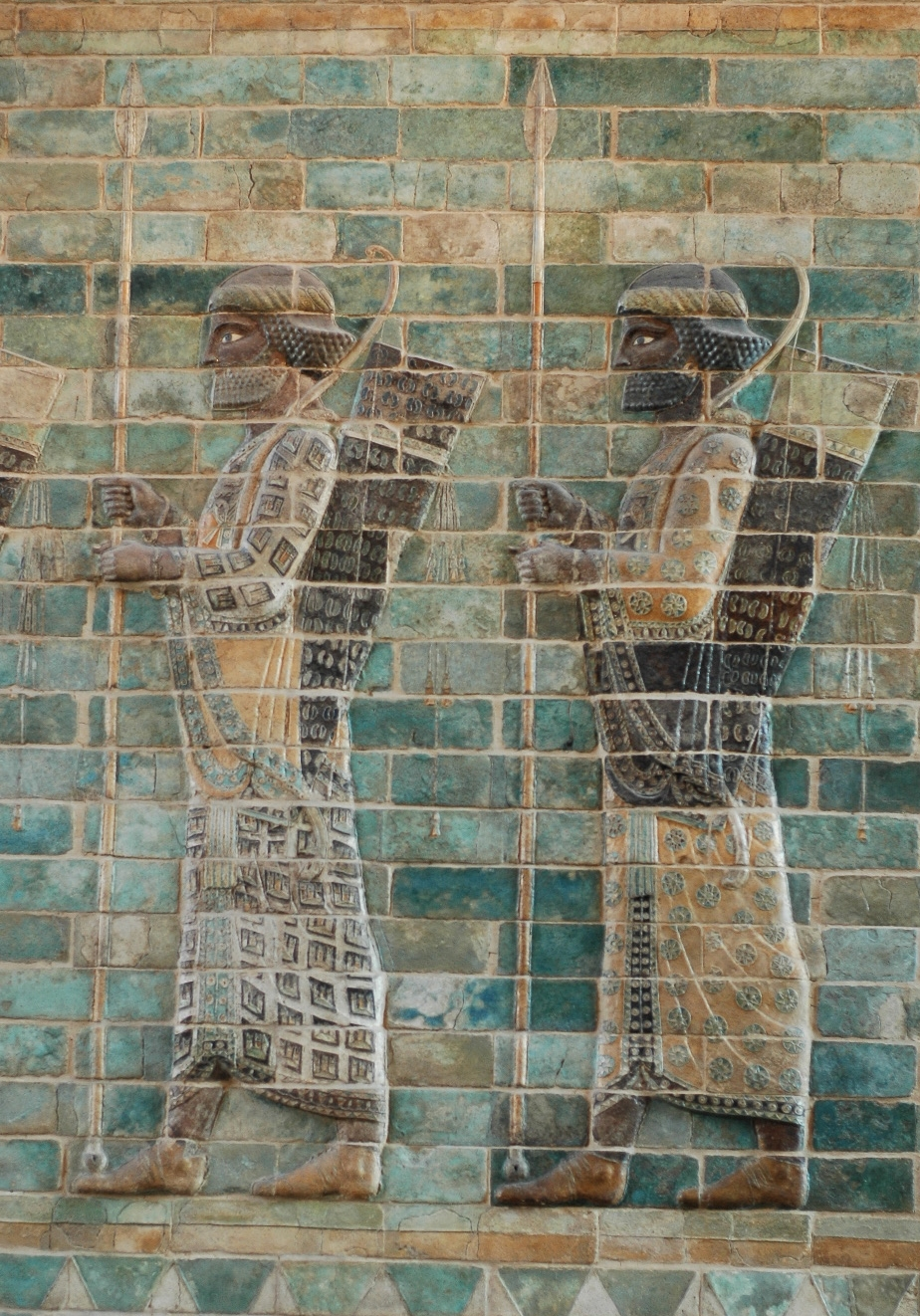
Detall del fris dels arquers del palau de Darios

L'arquitectura medepersa tracta de les construccions fetes pels habitants de la Mèdia. Els medes foren súbdits o tributaris algun temps dels reis de Nínive, lliures després amb Ciáxares i propietaris després d'immenses regions amb els perses, en temps dels monarques de la dinastia aquemènida, formada per Cir, Cambises, Darío, Xerxes (l'Assuer de la Bíblia) i d'altres; es comprèn que l'art medepersa tingui grans analogies amb l'art assiri, l'egipci i el grec, propi de les nacions sotmeses, com així es manifesta en les ruïnes de les antigues ciutats medeperses avui explorades. La florida i esplendor d'aquest art va durar poc més de dos segles, des de Cir II fins Darios III Codomà (330 aC), últim rei de la dinastia aquemènida, vençut per Alexandre.
L'art mede primitiu degué ser similar al babilònic en les construccions de les muralles. Però, segons indicis i relacions antigues, sembla que els palaus reials es construïen amb fusta revestida de metall preciós, i en resultava uns edificis poc sòlids, elegants i rics, formats per columnes i arquitraus. L'art d'aquesta primera època s'estudia a les ruïnes d'Ecbàtana, així com el posterior o persa, influït per l'egipci, assiri i grec, s'ha manifestat en exploracions realitzades en les antigues capitals:
- Pasàrgada, on s'han descobert el palau i la tomba de Cir.
- Persèpolis, de la qual es coneixen els palaus de Darios i Xerxes, amb les tombes reials de Nakshi-Rustem (prop de Persèpolis), excavades i tallades a la roca.
- Susa, on s'ha descobert el palau d'Artaxerxes II i diversos objectes perses.

Es distingeix l'art medepersa en les construccions (que solen ser de pedra) per l'esveltesa de les columnes, perquè els capitells són amb volutes, i per la magnificència dels seus palaus, els quals tenen una sala hipòstila d'honor, circumdada per una gran columnata (com la sala de cent columnes en el de Susa, cadascuna de les quals fa vint metres d'altura, i metre i mig de diàmetre). Es caracteritza per la regularitat i perfecció en la planificació dels edificis, tot i que, sense sortir-se del gènere arquitravat. Els arquitraus degueren ser de fusta, igual que el sostre, com ho indiquen els vestigis trobats en les ruïnes de les seves construccions. No obstant això, es va fer ús de les voltes amb més freqüència que en l'arquitectura assíria, encara que per a obres inferiors i poc aparents.
Servien de grandiós basament als palaus perses les terrasses o plataformes de tradició caldeoassíria. Es posaven androesfinxs davant les portes, i s'adornaven els murs amb relleus en revestiments de marbre i amb rajola, i els paviments amb mosaics de marbre i maons. Es decoraven les tombes reials obertes a la roca de manera que semblessin façanes de palaus i, en suma, tot l'art s'ordenava envers l'ostentació i comoditat dels monarques, i es pot qualificar de palatí. És admirable, en aquest sentit, la descripció que d'aquestes meravelles artístiques ens fa el bíblic Llibre d'Ester (Esth., C.1, v.6), ben comprovada la seva veracitat pels estudis realitzats pels arqueòlegs. Però no s'aplicaven aquests progressos a la construcció de magnífics temples, els quals consistien en senzills edificis, ja que els perses adoraven Déu sota el símbol de la flama i el foc.
No s'ha de confondre l'art persa de la dinastia aquemènida amb el de la sassànida, que va imperar des del segle iii fins al VII.

## Nota
1. ↑  Arthur Upham Pope. Introducing Persian architecture.  The Asia Institute, Pahlavi University, 1969 [Consulta: 25 gener 2011].